# أحمد بشير العيلة
أحمد بشير العيلة شاعر فلسطيني، وُلِد في مخيم رفح 7 /6 /1966 م، 	القرية الأصلية للشاعر: يبنا – قضاء الرملة، أقام منذ 1975 في بنغازي - ليبيا، وأكمل تعليمه فيها حتى تحصل على بكالوريوس فيزياء - كلية العلوم - جامعة بنغازي (قاريونس)-1990م.

## النشأة والتجربة الإبداعية
عمل إعلامياً منذ أن كان طالباً جامعياً، وفي تدريس الفيزياء والمواد المتعلقة بها منذ تخرجه عام 1990م، للشاعر مقالات وقصائد منشورة في الصحف والمجلات المحلية الليبية مثل الثقافة العربية والفصول الأربعة والجماهيرية والشمس الثقافي وقاريونس وقورينا الثقافية وأخبار بنغازي وأخبار الجبل، والعربية الأخرى مثل الجيل والناقد وأدب ونقد (مجلات) وأخبار الأدب والوطن القطرية والعرب اللندنية والقدس العربي والصباح والزمان اللندنية والشعب المصرية وصحيفة الحياة الجديدة الفلسطينيتين، وغيرها.وينشر الآن قصائده على صفحته على الفيس بوك (صفحة الشاعر أحمد بشير العيلة)

### الدواوين المنشورة
- بدأ النخيل: ديوان شعر- دار الجليل - دمشق 1990م.
- أوردة الباب المغلق: ديوان شعر – مجلس الثقافة العام – ليبيا 2007م.
- هموم الذي لا بلاد لأبنائه: ديوان شعر – رؤيا لأعمال الطباعة والنشر – بنغازي 2012.

### مخطوطات وأعمال تحت الإنجاز
- صديقي القرنفل - ديوان شعر.
- نداء إلى الله / ديوان شعر
- نحات العطر - ديوان شعر.
- عصبٌ بكف الريح - ديوان شعر.
- لم يحدث بعد - ديوان شعر.
- ديوان النثر الأفريقي - دراسات.
- منمنمات - قراءة في عالم الأشياء الصغيرة - علمي تأملي.
- منازل القمر – علمي ثقافي تحت الإنجاز.
- النجوم العربية - علمي تحت الإنجاز.

### مشاركات وإسهامات في مؤلفات
- مشاركة شعرية في ديوان الشهيد الصادر عن مؤسسة البابطين 2001.
- قصائد عن يافا في كتاب«يافا؛ بيارة العطر والشعر» دراسة وأنتولوجيا: سمير فوزي حاج- المؤسسة العربية للدراسات والنشر - بيروت-عمان- 2004.
- عبد الرحمن مجيد الربيعي.. وأسئلة الزمن الصعب": عذاب الركابي – شهادة.
- «التربية الإسلامية للصف الأول الابتدائي (المدارس الليبية)»: تأليف مشترك (شويخة عبد الحفيظ – أحمد بشير العيلة).
- كتاب الحاسوب المدرسي المقرر على الصف الثامن.

### قصائد مُنشدة
القصائد الآتية من تلحين وإنشاد د.عادل المشيطي
- شدوا الرحالَ[1]
- طوبى لحُمَّال الكتاب [2]
- سلامنا لأولى قبلتينا.
- سلامٌ لمن يزرعون السلام.
- أحن لريحانةٍ من أبي. إنشاد د.صبري السنوسي، (منشورة على صفحة الشاعر على الفيسبوك)

## معاجم وموسوعات
أدرج اسم الشاعر في المعاجم والموسوعات الآتية:
- معجم البابطين للشعراء العرب المعاصرين الصادر عن مؤسسة جائزة عبد العزيز سعود البابطين للإبداع الشعري الكويتية (الطبعة الأولى -الجزء الأول: صفحة 228)[3]
- دليل كتاب فلسطين: طلعت سقيرق - دار الفرقد – دمشق 1998.
- معجم الكتاب الفلسطينيين، سارة ديكان واصف، معهد العالم العربي - باريس 1999.عرض ومراجعة: ا. د. حسيب شحادة- جامعة هلسنكي.
- الموسوعة الكبرى للشعراء العرب بين سنوات 1956و2006- الجزء الأول –فاطمة بوهراكة، المغرب - فاس 2009.
- موسوعة أعلام فلسطين؛ من القرن الأول حتى القرن الخامس هجري- من القرن السابع حتى القرن الحادي والعشرين: محمد عمر حمادة، دار الوثائق، الطبعة الأولى 1998م، والطبعة الثانية 2000 م.
- شعراء فلسطين في القرن العشرين، «توثيق أنطولوجي، راضي صدوق، المؤسسة العربية للدراسات والنشر، بيروت، 2000م.
- دیوان الشعر الفلسطیني إعداد الدكتور یوسف حطیني؛ جامعة الإمارات العربية المتحدة

## لقاءات إعلامية وأدبية

### في الإعلام الليبي
منذ 1990؛ أجريت مع الشاعر عدة لقاءات إذاعية حول التجربة الإبداعية والآراء الثقافية في عدة برامج في الإذاعة والتلفزيون الليبي بحوار مذيعين منهم: عبد الله عبد المحسن، الأستاذة عزيزة عبد المحسن، الأستاذ أحمد النائلي، الأستاذ عمر الجروشي، الأستاذ عبد الرسول العريبي، الأستاذ سالم الفيتوري، وكذلك 	مجموعة لقاءات إذاعية حول القضية الفلسطينية في صوت ليبيا الحرة بإدارة المذيع محمد عبد الودود.

### في الإعلام الفلسطيني 2011
- لقاء أجري مع الشاعر في قناة الأقصى – برنامج نسيم الأقصى 4/2011.
- أمسية شعرية بوزارة الأسرى والمحررين بمناسبة يوم الأسير الفلسطيني 4/2011.
- ندوة ترحيب عن الشاعر أقامها مركز الصداقة الثقافي في صالة مركز التوثيق والدراسات يوم الأحد 19/6/2011
- أجرت صحيفة فلسطين لقاءً مطولاً نشر في عددين، العدد 1506 السبت بتاريخ 30/7/2011 والعدد الآخر نشر على موقع الصحيفة يوم الخميس 04 أغسطس 2011.
- أُجري لقاء أدبي في إذاعة الأقصى، برنامج من وحي القلم يوم الأحد 14/8/2011.
- لقاء مطول أجرته الصحافية آمال عوّاد رضوان – الناصرة، نشر في عديد المواقع الإلكترونية.

### في BBC
أجرى الإعلامي محمود المسلمي لقاءً مع الشاعر في برنامج (همزة وصل) في 2013.

## ما كُتِبَ عن الشاعر
- كُتِبت عدة مقالات احتفائية ونقدية عن الشاعر في الصحف الليبية، وفي بعض الكتب النقدية مثل كتاب بوابات هادئة لعذاب الركابي.
- أعدِت دراسة جامعية عن الشاعر بعنوان (الصورة الشعرية عند أحمد بشير العيلة) وهي مشروع تخرج لطالباتٍ من قسم اللغة العربية بكلية المعلمين –جامعة قاريونس.
- استشهد ببعض قصائد الشاعر في عدة رسائل جامعية عليا منها:
- شعر الانتفاضة الفلسطينية من 1987 إلى 1994؛ دراسة موضوعية فنية – رسالة ماجستير – جامعة ناصر الأممية – محمد كلاب.
- صورة الدم في الشعر الفلسطيني – أطروحة دكتوراه – جامعة طرابلس – أسامة عزت أبو سلطان.
- وردت أعماله في عدة دراسات أكاديمية نقدية نشرت في دوريات الجامعة الإسلامية بغزة وجامعة الأقصى.

```
من تلك الأبحاث
```

- الأسطورة في مراثي الرئيس الراحل ياسر عرفات، د. عبد الرحيم حمدان، مجلة جامعة الأقصى، المجلد الثاني عشر، العدد الأول، يناير 2008.
- اتجاهات القصة القصيرة في فلسطين بعد أوسلو- كتاب – تناول قصة [ هـ ] – د.نبيل خالد أبو علي: أستاذ النقد في الجامعة الإسلامية – غزة؛ نائب رئيس مجمع اللغة العربية الفلسطيني.

## الأعمال الإذاعية

### الإعداد الإذاعي
عمل الشاعر معدّاً إذاعياً متعاوناً للبرامج المختلفة في إذاعات ليبيا:-
- الإذاعة الرسمية: من ضمن البرامج التي قام بإعدادها: ثقافة الماء- منازل القمر- ابتكارات وعلوم - حديث الثريا.
- أصدر برنامج مجلة العرب الطبية المسموعة، ورأس تحريره حتى الحلقة السبعين منه، وهو إخباري طبي تثقيفي لمدة ساعة مباشرة على الهواء.
- إذاعة صوت الوطن العربي: قام بإعداد البرامج: رحلة الصباح - مساء الخير وطني الكبير- لقاء الأسبوع (إعداد وتقديم) - ندوة الأسبوع (إعداد وتقديم).
- إذاعة بنغازي المحلية: إعداد أول برنامج ثقافي بها وهو: كتابات قبل الإصدار، وإعداد برنامج منمنمات.
- إذاعة صوت أفريقيا: ساهم في إعداد حلقات من برنامج سوانح أفريقية.ومعد لبرامج آثار وديوان النثر الأفريقي.
- الفضائية الليبية: برنامج منازل القمر – 28 حلقة، علمي ثقافي، إعداداً ومنفذ إنتاج- 2009.

### الإخراج المرئي
- المساعدة في إخراج برنامج منازل القمر 2009- بنغازي
- إخراج عدة فواصل دينية، من إنتاج شركة سديل ميديا - غزة.
- إخراج شريط وثائقي تاريخي بعنوان (أم النصر)، من إنتاج شركة سديل ميديا - غزة.

### كتابة السيناريو
- سيناريو شريط وثائقي حول رحلة صحفية لتغطية الحرب على غزة، بنغازي - 2008.
- سيناريو شريط حول العلاقات الإيطالية الليبية بنغازي- 2009.
- سيناريو شريط حول مستشفى دار السلام بخان يونس غزة - 2011.
- سيناريو شريط تعريفي حول جمعية إعمار للتنمية المجتمعية غزة - 2011.
- شريط وثائق طويل حول مسجد النصر غزة -20011.
- سيناريو شريط وثائقي حول الجداريات الفلسطينية غزة-2011.

## وظائف ومهام
- منذ 1990م يعمل معلماً في مجال التعليم مدرساً لمادة الفيزياء في مدارس وزارة التعليم- بنغازي، وكذلك في مدارس القطاع الخاص بالمدينة.
- 2014 المدير التنفيذي للحملة الإعلامية للمجلس المحلي بنغازي.
- 2012-2014 مستشارٌ إعلامي في عدد من المؤسسات الليبية.
- 2012-2014 منسق وعضو في اللجنة العليا لمشروع «معاً من أجل بناء بنغازي قاطرةً اقتصادية».
- 2012 عضو لجنة إعداد وتوصيف هيكلية وزارة الشباب والرياضة – ليبيا.
- 2011-2012 مراسلاً صحفياً لوكالة الأنباء والمعلومات الفلسطينية – (وفا) في بنغازي.
- 2010- 2011 رئيساً لقسم النشر والتحرير بإدارة المطبوعات – مركز الإعلام– طرابلس.
- 2009 عضو مجلس إدارة المركز الوطني الليبي للتأهيل والتدريب والدراسات والاستشارات - بنغازي.
- 2007–2009 مؤسساً ومديراً للمركز الإعلامي بجامعة العرب الطبية ومستشاراً إعلامياً بالجامعة (انضمت لجامعة بنغازي حالياً). ومديرا للتحرير لإصدارات المركز.
- 2003-2005م منسقاً للتحرير في مجلة الثقافة العربية الصادرة عن مجلس الثقافة العام بليبيا، ومقرها بنغازي.
- 2005 منسقاً للتحرير لمجلة الخبرة الصادرة عن أمانة التخطيط – بنغازي.
- 1989-1992 محرراً مسؤولاً في صحيفة قاريونس الصادرة عن جامعة قاريونس بنغازي – ليبيا، ومشرفاً على صفحتها الثقافية في الفترة.

## الإدارات
- عمل محرراً ثقافياً في صحيفة قاريونس لمدة ثلاث سنوات منذ 1989م.
- كان من ضمن لجان تحرير بعض الصحف الموسمية مثل (النهر–.المدينة) الصادرة في مناسبات مختلفة بمدينة بنغازي.
- عمل محرراً متعاوناً في صحيفة (أخبار بنغازي).
- الفترة 2003 - 2005عمل منسقاً لتحرير مجلة الثقافة العربية الصادرة عن مجلس الثقافة العام في ليبيا، وعمل ضمن إدارة تحريرها.
- العام 2006 أسس وعمل منسقاً للتحرير في مجلة الخبرة الصادرة عن وزارة التخطيط ببنغازي.
- أسس عام 2007 صحيفة العرب الطبية الصادرة عن جامعة العرب الطبية بليبيا.
- أسس عام 2007 مجلة العرب الطبية الصادرة عن جامعة العرب الطبية بليبيا.
- اشترك مع آخرين في وضع أساس قسم التدريب والتأهيل الإعلامي بالمركز الوطني الليبي – بنغازي، 2009.
- أسس عام 2007 المركز الإعلامي لجامعة العرب الطبية، وأصبح مديراً له حتى عام 2009. أنجز خلالها عدة أعمال منها:
- صحيفة العرب الطبية.
- مجلة العرب الطبية.
- مجلة العرب الطبية المسموعة.
- ليالي العرب الطبية الرمضانية الثقافية.
- إعداد ورئاسة تحرير عدد من النشرات الإعلامية.
- الإشراف الدعائي والإعلامي والتنظيمي لعدة مؤتمرات وندوات منها:
- المؤتمر الوطني الأول لأمراض الدرن 2008.
- المؤتمر السادس عشر لكلية الصيدلة 2008.
- المؤتمر السابع عشر لكلية الصيدلة 2009.
- المؤتمر الرابع لجمعية القلب الليبية 2008.
- المؤتمر الثاني للدراسات العليا 2009.
- الأيام الرياضية لجامعة العرب الطبية.
- الندوة الأولى للطب الشرعي في ليبيا 2008.
- ندوة إصحاح بحيرة 23 يوليو2009.
- ندوة الإصابات بالألعاب البلاستيكية الخطرة 2008.
- ندوة المضافات الغذائية 2008.
- المسابقة السنوية العليا لطلاب الجامعات بليبيا 2009.
- المهرجان المسرحي الجامعي لطلاب الجامعات 2008.
- مهرجان التضامن مع غزة برعاية نقابة الأطباء 2008.
- رئيس تحرير صحيفة (المجلس) الصادرة عن المجلس المحلي بنغازي 2014.

## مجال الدعاية والإعلان والاقتصاد
يعمل في هذا المجال منذ العام 2003، ومن ضمن أعماله السابقة والحالية.
- خدمة الأجندات السنوية (مركز السلام للطباعة والخدمات الفنية) في بنغازي.
- صناعة الأدلة التخصصية والعامة، إدارةً وتنظيماً (مركز الجسر للتوثيق والمعلومات) - بنغازي.
- أقام عدة دورات في مجالات الدعاية والإعلان وفنون التواصل والإقناع. (مركز الجسر للتوثيق والمعلومات).
- مصححاً لغوياً لعددٍ من الإصدارات.
- إدارة الدليل الطبي الأول للمنطقة الشرقية في ليبيا 2007.
- إدارة دليل مدينة طبرق التجاري 2010 الصادر عن المركز الوطني الليبي في بنغازي.
- تصميم خطط وبرامج الملتقى الاقتصادي الأفريقي الأوروبي الذي كان مزمعاً عقده في بنغازي في 11/2011.
- تصميم خطط وبرامج الملتقى الاقتصادي الليبي الأوروبي.
- فكرة وتصميم وتخطيط مشروع بنغازي قاطرة اقتصادية.
- فكرة وإعداد الإمساكية القمرية 2010 و2012 التي صدرت عن صندوق الضمان الاجتماعي.
- مدير الدراسات والتخطيط بشركة عبر البحار لخدمات المستثمرين.
- رئيس اللجنة التحضيرية لمشروع بنغازي قاطرة اقتصادية.
- المشرف التنفيذي لعدة ورش عمل منها:
- ورشة عمل حول ترتيبات وزارة النفط لتأسيس الشركة الوطنية للتصنيع النفطي – فبراير 2013.
- ورشة عمل حول دور شركات التأمين في بناء بنغازي قاطرة اقتصادية – 2013.
- ورشة عمل حول دور القطاع المصرفي ففي بناء بنغازي قاطرة اقتصادية - يناير 2014.

```
== مجال التعليم ==
```

- عمل الشاعر في مجال التعليم بمدارس ليبيا كمدرس لمواد الفيزياء والمواد الهندسية منذ العام 1990م لعدة مراحل تعليمية.
- ألقى عدة محاضرات في مجال التعليم منها، تسويق البحوث الطبية، ألقيت في المؤتمر الثاني للدراسات العليا 2009 جامعة العرب الطبية - بنغازي.
- كتب عدة مقالات في مجال التعليم في الصحف الليبية، منها زاوية - آراء تربوية – صحيفة أخبار بنغازي.
- ابتكر فكرة زي التخرج الوطني لطلبة جامعة العرب الطبية من الخامات التقليدية للزي الشعبي الليبي، 2008.

```
== أعمال بحثية علمية ==
```

- «الموضوعات البيئية في المناهج التعليمية الليبية» – دراسة مسحية– جامعة أفريقيا 2005.
- «الغبار المهني»– دراسة علمية– جامعة أفريقيا 2005.
- "التلوث الكهرومغناطيسي من أبراج الاتصالات""– دراسة علمية– جامعة أفريقيا 2006.
- «تسويق البحوث الطبية»: المؤتمر الثاني للدراسات العليا – جامعة العرب الطبية 2009م.

```
== أعمال بحثية أدبية ==
```

- «العلم وأثره على اللغة الشعرية»: مجلة الفصول الأربعة – مهرجان المدينة الثقافي 1992 - مجلة الثقافة العربية 1992.
- «تاريخ المسرح الفلسطيني»: احتفالية يوم المسرح العالمي، القدس عاصمة للثقافة العربية – بنغازي 2009.

```
==مؤتمرات وندوات ==
```

- المؤتمر السادس عشر للكتاب العرب - طرابلس 1989م.
- مهرجانات النهر الصناعي في دوراته المختلفة– بنغازي.
- مهرجانات المدينة في دوراته المختلفة – بنغازي.
- عشرات الندوات والأمسيات الأدبية في مدن: طرابلس وبنغازي والبيضاء وسرت.
- احتفاليات تأبين: على الفزاني – محمد استيتة – عبد الله عبد المحسن – سعاد شيبة وصلاح نجم. وكلها في مدينة بنغازي.
- ندوة حول تجربة الشاعر العائد إلى غزة: أحمد بشير العيلة، أعده مركز الصداقة الثقافي بقاعة المركز القومي للدراسات والبحوث، غزة 19/6/2011.
- ندوات ومؤتمرات علمية (تمت الإشارة إليها).
- ندوات ومؤتمرات اقتصادية (تمت الإشارة إليها).

```
== عضويات == 
```

- عضو الاتحاد العام للكتاب والصحفيين الفلسطينيين 2002.
- عضو الاتحاد العام للمعلمين الفلسطينيين 2003.
- عضو رابطة الصحافيين الليبيين 2007.
- عضو الجمعية الليبية لأصدقاء اللغة العربية 2011.

## مجالات دراسية لم تُستكمل
- تمهيد ماجستير فلسفة – جامعة قاريونس (بنغازي حالياً) 1992.
- ماجستير علوم البيئة– جامعة أفريقيا.